# マアッラ攻囲戦
マアッラ攻囲戦（マアッラト攻囲戦、Siege of Ma'arra / Siege of Maarat）は第1回十字軍の攻城戦の一つ。1098年11月から12月まで、アンティオキアの南にあるシリア北西部の都市マアッラ（マアッラト、現在のマアッラト・アン＝ヌウマーン）を舞台に戦われた。十字軍は攻城戦の末マアッラを占領したが、占領後に飢えた兵士らが市民の死体を食べる人肉食を行ったという話が、西洋の年代記作者やムスリムの年代記作者らにより記録されている。この惨害の記憶はムスリムの間に何世紀も残ることになった。

## 背景
1098年6月終わり、トゥールーズ伯レーモン（レーモン・ド・サン・ジル）やタラント公ボエモンに率いられた十字軍は、半年以上にわたったアンティオキア攻囲戦で勝利を収めた。十字軍はこの後、炎天下の行軍を避けるためとしてエルサレムへ直ちに向かわずアンティオキアに留まり、さらに秋を越えて冬までシリア北西部に残ることになる。彼らはその間、近隣の農村などを襲い食糧を徴発した。十字軍は補給線を築いて防衛することが得意ではなく、このため軍内において飢餓や装備の不足などが広範囲に発生することになった。
アンティオキア陥落直後の1098年7月、騎士でレーモン・ド・サン・ジルの部下のレーモン・ピレ（Raymond Pilet）が、兵士の一団を率いて食糧徴発の遠征に出て、アンティオキアから南のダマスカスへの街道上にある城郭都市マアッラを襲った。彼らはマアッラに駐屯するはるかに大人数のムスリム軍と戦い、多数の犠牲を出した上、戦利品などすべてを奪われた。夏の間、アンティオキア南方の小さな町を多数襲った十字軍は、秋も深まった11月に再びマアッラを襲った。

## 攻囲戦
11月終わりごろ、レーモンとボエモンに率いられた数千人からなる十字軍がマアッラの包囲を開始した。最初のうち、マアッラ市民はみじめに撃退されたレーモン・ピレらの部隊との戦いの経験から、十字軍の勢力を甘く見ていた。これに対し今回の十字軍は本隊といえる規模のものだったが、十字軍側も冬を迎えた上に食糧が少なく、長い攻囲戦を戦い抜くだけの力は無かった。また強い城壁と深い堀を巡らしたマアッラの町の守りを破ることができなかった。
都市民による民兵や戦いの経験の無い住民らからなる町の守り手は、十字軍による包囲を2週間ほど耐え抜いた。その間に十字軍は攻城塔を構築して城壁の上に兵士を渡そうとし、同時に町の反対側の手薄な城壁にはしごを掛けて騎士らを登らせ始めた。
十字軍は戦闘の末、12月11日にマアッラの城壁上を占領し、市民らは市内に引き揚げ、十字軍は市内への突入をひとまず待った。双方はその夜、翌日の戦いに備えて休息に入ったが、十字軍のうち貧しい兵士らが市内に乱入して略奪を始めた。12月12日の朝、守備兵は十字軍の指揮官の一人であるボエモンと交渉に入り、降伏すれば安全を保障するという約束を引き出した。ムスリムの民兵や市民たちは降伏したが、たちまち十字軍により虐殺された。ボエモンは町の城壁と塔を掌握していたが、市内はもう一人の指揮官であるレーモンが掌握していた。二人は仲が悪く、マアッラ全体を誰が占領するかで言い争いを続けており、指揮系統は機能せず、ボエモンと守備隊の交わした降伏の条件はレーモンの部下らのもとには届かなかった。
攻囲戦後、十字軍はマアッラの城壁を壊し始めた。一方、兵士らはレーモンに対してエルサレムへの一日も早い行進を主張し、ボエモンや諸侯との争いを延々と続けるレーモンを突き上げた。最後にはレーモンも折れ、他の諸侯から行軍への理解を得るための折衝を始めた。エルサレムへの行進は翌1099年1月に再開された。1月13日にはたいまつを手にした十字軍がマアッラの家々に火をつけて回り、城壁のみならず町も完全に破壊された。

## 人肉食
マアッラは十字軍の将兵が期待したほど豊かな町ではなく、略奪しても十字軍の食料や金品や装備の不足を補うことはできなかった。加えて冬も近づいていた。レーモンらがエルサレムへの行軍再開の折衝をアンティオキアで続けている間、飢えた将兵はムスリムの市民の死体を食べ始めたとされる。
年代記作家・カンのラウル（Raoul de Caen / Ralph of Caen）が書いた『ゲスタ・タンクレーディ』（Gesta Tancredi）には次のようにある。
ある者によれば、彼らは食糧不足のためやむなく、異教徒の大人を鍋で煮て、子供は鉄串に突き刺してあぶり焼いて貪り食った。
シャルトルのフーシェ（Fulcher of Chartres）も、『エルサレムへの巡礼者の事績』（Historia Hierosolymitana）でこの事件について次のように書く。
これを語るには身震いがする。わが民の多くが、あまりにも過酷な飢えによる狂気にさいなまれ、死んでいるサラセン人たちから尻肉を切り取って刻み調理をした。しかしまだ肉に充分火の通っていないうちに、獰猛な口で貪り食ったのだ。
エクスのアルベール（Albert of Aix）はこう書く。
キリスト教徒は殺したトルコ人やサラセン人を食べるに躊躇しなかったのみならず、イヌまで食べた （ラテン語: Nam Christiani non solum Turcos vel Sarracenos occisos, verum etiam canes arreptos(...)）